# Dusona capitator
Dusona capitator är en stekelart som beskrevs av Hinz 1985. Dusona capitator ingår i släktet Dusona och familjen brokparasitsteklar. Inga underarter finns listade i Catalogue of Life.